# Dorothee Elmiger
Pour les articles homonymes, voir Elmiger.
Dorothee Elmiger, née en 1985 à Wetzikon, est une romancière, essayiste et éditrice suisse d'expression allemande.

## Biographie

### Origines et études
Dorothee Elmiger est née en 1985 à Wetzikon dans le canton de Zurich en Suisse. Elle est l'aînée d'une fratrie de quatre enfants. Elle grandit dans un village d'Appenzell Rhodes-Intérieures.  
Après sa maturité obtenue en 2005, elle entreprend des études en histoire, philosophie et en science politique à l'Université de Zurich avant d'emménager et de poursuivre son cursus à l’Institut littéraire suisse de Bienne, qu'elle complète avec un baccalauréat en écriture littéraire. Entre-temps, elle continue d'étudier les sciences politiques à l'Université libre de Berlin, ainsi qu'à l’Université de Lucerne. Elle passe également un semestre en Allemagne au Deutsches Literaturinstitut de Leipzig. 

### Parcours littéraire
En 2009, Dorothee Elmiger participe au programme de relève du prix Ingeborg-Bachmann avant de publier son premier roman.
En 2010, elle marque son début dans le monde de la littérature allemande avec la publication de son premier roman, Einladung an die Waghalsigen (Invitation aux téméraires), qui parle de deux sœurs dans un monde apocalyptique. Elle obtient le prix Ingeborg-Bachmann.
En 2014, elle publie son deuxième roman, Schlafgänger, ses deux premières publications sont éditées chez DuMont Buchverlag. Son œuvre est traduite en plusieurs langues et adaptée au théâtre. Dorothee Elmiger reçoit de nombreux prix pour son travail, dont le prix littéraire Aspekte pour le meilleur premier roman en prose de langue allemande, le prix de littérature de Rauris, le prix Erich-Fried, et une année d'écriture de la ville de Zurich.
En 2016, elle publie son deuxième roman La Société des abeilles, qui mêle poésie et politique afin d'en faire un objet littéraire abordant les thèmes de la migration, de réfugiés et de frontières.
En 2018, elle reçoit le tout premier prix d'encouragement Max Frisch. Le jury salue sa prose « polyphonique et complexe, reconnaissant en elle une sensibilité poétique unique qui parvient à exprimer de manière à la fois simple et profonde les réalités sociales contemporaines ». Lors de la cérémonie de remise du prix, le spécialiste en littérature Lucas Marco Gisi qualifie ses romans Einladung an die Waghalsigen et Schlafgänger comme étant parmi les ouvrages les plus importants des dernières années, soulignant qu'« ils restent pertinents jour après jour ». 
En 2019, Dorothee Elmiger écrit L'invocation du sanglier pour Helvétique équilibre, en dialogue avec  discours de Carl Spitteler, le premier Suisse à recevoir le prix Nobel de littérature en 1919. Les passages en italiques dans son texte renvoient aux idées de paix, de neutralité suisse, et d'amélioration des échanges inter linguistiques du pays, énoncées par celui-ci en 1914. 
En 2020, son troisième roman, Aus der Zuckerfabrik (Hanser), est sélectionné pour le Prix suisse du livre et le Prix du livre allemand. Il reçoit également le Prix franco-allemand Franz Hessel de la Fondation Genshage en 2021 et le prix Nicolas-Born, doté de 20 000 €, en 2022 par le ministre de la Culture de Basse-Saxe, Björn Thümler. L'ouvrage est traduit en français en 2023 sous le titre Sucre, journal d’une recherche. Celui-ci se démarque par son style « essai-fiction ». Il combine des extraits de textes issus de domaines en apparence très éloignés, comme la psychiatrie, la mystique, et la littérature de Max Frisch afin d'explorer l'obsession du sucre à travers l'histoire coloniale, la littérature, sa vie personnelle, et la vie d'un roi du loto éphémère, rompant ainsi avec ses précédents ouvrages sans intrigue définie. 
En 2022, en commémoration du 125e anniversaire de l'Union des villes suisses, elle est sollicitée pour rédiger un portrait d'une ville suisse de son choix. Sa sélection se porte sur Buchs (ZH). Grâce au soutien de Pro Helvetia, cette série est ensuite publiée dans un numéro spécial de Reportagen à la fin du mois d'août 2022.

### Thématiques
À travers ses écrits, Dorothee Elmiger explore des questions sociopolitiques de manière expérimentale et offre une représentation précise des évolutions de la pensée et de l'écriture grâce à sa maîtrise linguistique.

### Éditrice chez Volte Books
En 2022, Dorothee Elmiger entre dans le monde de l'édition en partenariat avec Mathias Zeiske, son co-éditeur de longue date. Ensemble, ils assument la responsabilité des séries de programmes Volte et Volte Expanded chez Spector Books en Allemagne. Elle vit aujourd'hui à New York.

## Prix
- En 2010, elle reçoit le Prix Kelag pour son premier roman Einladung an die Waghalsigen[7].
- En 2010, nommée au Prix suisse du livre pour Einladung an die Waghalsigen[22].
- En 2010, Aspekte Literaturpreis, décerné par la ZDF au meilleur premier roman de langue allemande[22].
- En 2011, elle gagne le Prix littéraire de Rauris[22].
- En 2014, Herman-Hesse Förderpreis pour Schlafgänger[22].
- En 2014, nomination au Prix suisse du livre pour Schlafgänger[22].
- En 2015, Prix de littérature pour son livre La Société des abeilles[23].
- En 2018, elle reçoit le prix d'encouragement Max Frisch[12].
- En 2020, son roman Aus der Zuckerfabrik (Hanser) est sélectionné pour le Prix du livre suisse et le Prix du livre allemand[6].
- En 2021, Aus der Zuckerfabrik (Hanser) est sélectionné pour le Prix franco-allemand Franz Hessel[6].

## Ouvrages
- (de) Dorothee Elmiger, Aus der Zuckerfabrik, Carl Hanser Verlag GmbH & Company KG, 17 août 2020, 272 p. (ISBN 3446268480) (traduction française : Sucre, journal d'une recherche, Editions Zoé, 2023, 256 p. (ISBN 2889072339))
- (de) Dorothee Elmiger, Schlafgänger, Dumont Buchverlag, 6 mars 2014, 142 p. (ISBN 3832187782) (traduction française : La société des abeilles  (trad. Lila van Huyen), Editions d'en bas, 2016, 116 p.)
- (de) Dorothee Elmiger, Einladung an die Waghalsigen, Dumont Buchverlag, octobre 2010, 146 p. (ISBN 3832185127)

## Autres publications
- Dorothee Elmiger, « L’invocation du sanglier », Le Courrier,‎ 18 février 2019, p. 1 (lire en ligne  [PDF])